# إيفان كوستيتش
إيفان كوستيتش هو لاعب كرة قدم صربي في مركز الدفاع، ولد في 24 يونيو 1989 في نيش في صربيا. لعب مع تيموك زاييتشار وراد بيوغراد وملادوست لوتشاني ونابريداك كروشيفاتس ونادي بوراتس بانيا لوكا ونادي سلوبودا توزلا.

## وصلات خارجية
- إيفان كوستيتش على موقع قاعدة بيانات كرة القدم.إي يو (الإنجليزية)
- إيفان كوستيتش على موقع Soccerway.com (الإنجليزية)